# Efferia stimicon
Efferia stimicon este o specie de muște din genul Efferia, familia Asilidae. A fost descrisă pentru prima dată de Walker în anul 1851.
Este endemică în Columbia. Conform Catalogue of Life specia Efferia stimicon nu are subspecii cunoscute.